# Gianluca Grigoletto
Gianluca Grigoletto (24 luglio 1974) è un allenatore di sci alpino ed ex sciatore alpino italiano specializzato nello slalom speciale, nello slalom gigante e nel carving, vincitore di tre Coppe del Mondo di carving.

## Biografia

### Carriera sciistica
Originario di Rovereto, esordì in Coppa Europa il 4 febbraio 1995 a Kranjska Gora in slalom speciale (24º) e in Coppa del Mondo il 19 dicembre dello stesso anno a Madonna di Campiglio nella medesima specialità, senza completare la prova; il 14 gennaio 1996 ottenne il suo miglior piazzamento nel circuito, classificandosi 20º a Kitzbühel sempre in slalom speciale,  e il 10 febbraio successivo conquistò l'unico podio in Coppa Europa, a Sella Nevea in slalom gigante (3º). Prese per l'ultima volta il via in Coppa del Mondo il 18 gennaio 1998 a Veysonnaz in slalom speciale, senza completare la prova, e la sua ultima gara nelle specialità tradizionali dello sci alpino fu uno slalom gigante FIS disputato l'8 aprile 2003 a Pampeago; a partire dal 2005 si dedicò prevalentemente alla Coppa del Mondo di carving, ottenendo numerose vittorie e tre Coppe generali. Si ritirò nel 2012; in carriera non prese parte a rassegne olimpiche o iridate.

### Carriera da allenatore
Dopo il ritiro è divenuto allenatore nei quadri della Federazione italiana sport invernali, occupandosi del settore giovanile femminile.

## Palmarès

### Universiadi
- 2 medaglie:
  -  1 argento (combinata a Jaca 1995)
  -  1 bronzo (slalom gigante a Jaca 1995)[senza fonte]

### Coppa del Mondo
Miglior piazzamento in classifica generale: 132º nel 1996

### Coppa Europa
- 1 podio:
  - 1 terzo posto

### Coppa del Mondo di carving
- Vincitore della Coppa del Mondo di carving nel 2005, nel 2006 e nel 2007[senza fonte]
- 26 podi:
  - 12 vittorie
  - 8 secondi posti
  - 6 terzi posti

#### Coppa del Mondo di carving - vittorie
| Data             | Località      | Paese    |
| ---------------- | ------------- | -------- |
| 5 febbraio 2005  | Roccaraso     | Italia   |
| 5 marzo 2005     | Abetone       | Italia   |
| 15 gennaio 2006  | Circhina      | Slovenia |
| 22 gennaio 2006  | Madesimo      | Italia   |
| 5 febbraio 2006  | Abetone       | Italia   |
| 18 marzo 2006    | Roccaraso     | Italia   |
| 2 marzo 2008     | Pragelato     | Italia   |
| 13 marzo 2010    | Sauze d'Oulx  | Italia   |
| 15 gennaio 2011  | Monte Bondone | Italia   |
| 16 gennaio 2011  | Monte Bondone | Italia   |
| 11 febbraio 2012 | Circhina      | Slovenia |
| 12 febbraio 2012 | Circhina      | Slovenia |

### Campionati italiani
- 3 medaglie[2]:
  - 2 ori (slalom gigante nel 1996; slalom speciale nel 1998)
  - 1 argento (slalom speciale nel 1996)

### Campionati italiani di carving
- 2 ori (slalom carving nel 2008; speed carving nel 2010[senza fonte]